# Muriceopsis flavida
Muriceopsis flavida är en korallart som först beskrevs av Jean-Baptiste Lamarck 1815.  Muriceopsis flavida ingår i släktet Muriceopsis och familjen Plexauridae. Inga underarter finns listade i Catalogue of Life.